# 시코쿠무라

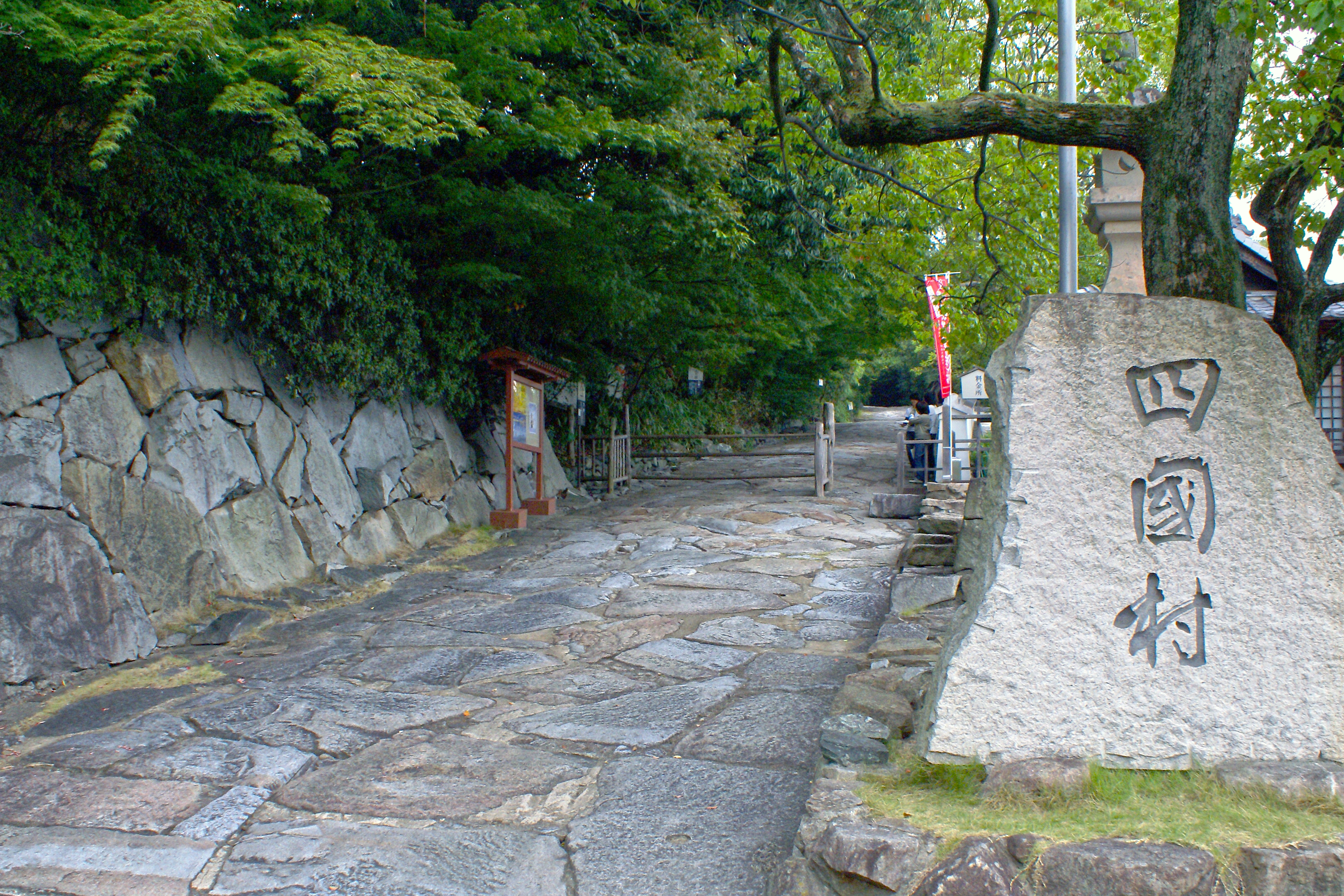
시코쿠무라의 표석

시코쿠무라(일본어: 四国村 시코쿠무라[*])는 가가와현 다카마쓰시에 있는 민속박물관이다. 에도 시대부터 메이지 시대의 민가를 중심으로 구성된 고건축 테마파크이다. 1976년 개관하였으며 사단법인 시코쿠 민가박물관이 운영하고 있다.

## 개요
야시마 섬 남산기슭에 위치해 있으며, 야시마 신사와 인접해 있다. 현재 야시마 섬은 육지로 이어져있다.
넓은 면적에 시코쿠와 효고현에서 이축 또는 복원된 민가 건물과 전통산업시설, 등대 등이 전시되어 있는 야외 박물관이다. 국가 지정 중요문화재 건조물 2채, 중요유형민속문화재 건조물 6채를 비롯 많은 건조물 문화재로 지정, 등록되어 있다.
2002년 안도 다다오가 설계한 미술관과 정원으로 구성된 시코쿠무라 갤러리가 개관하였다.

## 주요 건조물

### 민가
- 옛 고노 가문의 주택 - 중요문화재
- 옛 야마시타 가문의 주택 - 가가와 현 지정문화재
- 구메 미치카타의 옛 주택 - 등록유형문화재, 19세기 건축물, 건축면적 81m2, 1976년 이축.
- 옛 시모기 가문의 주택 - 중요문화재, 쓰루기 산의 북쪽기슭에 있었던 농가
- 나카이시 가문의 주택 - 다카마쓰 시 지정문화재
- 요시노 가문의 주택 - 다카마쓰 시 지정문화재
- 옛 와사·다운 주택 - 등록유형문화재, 1905년 완공, 고베시에서 이축한 서양식 주택, 1976년 이축.

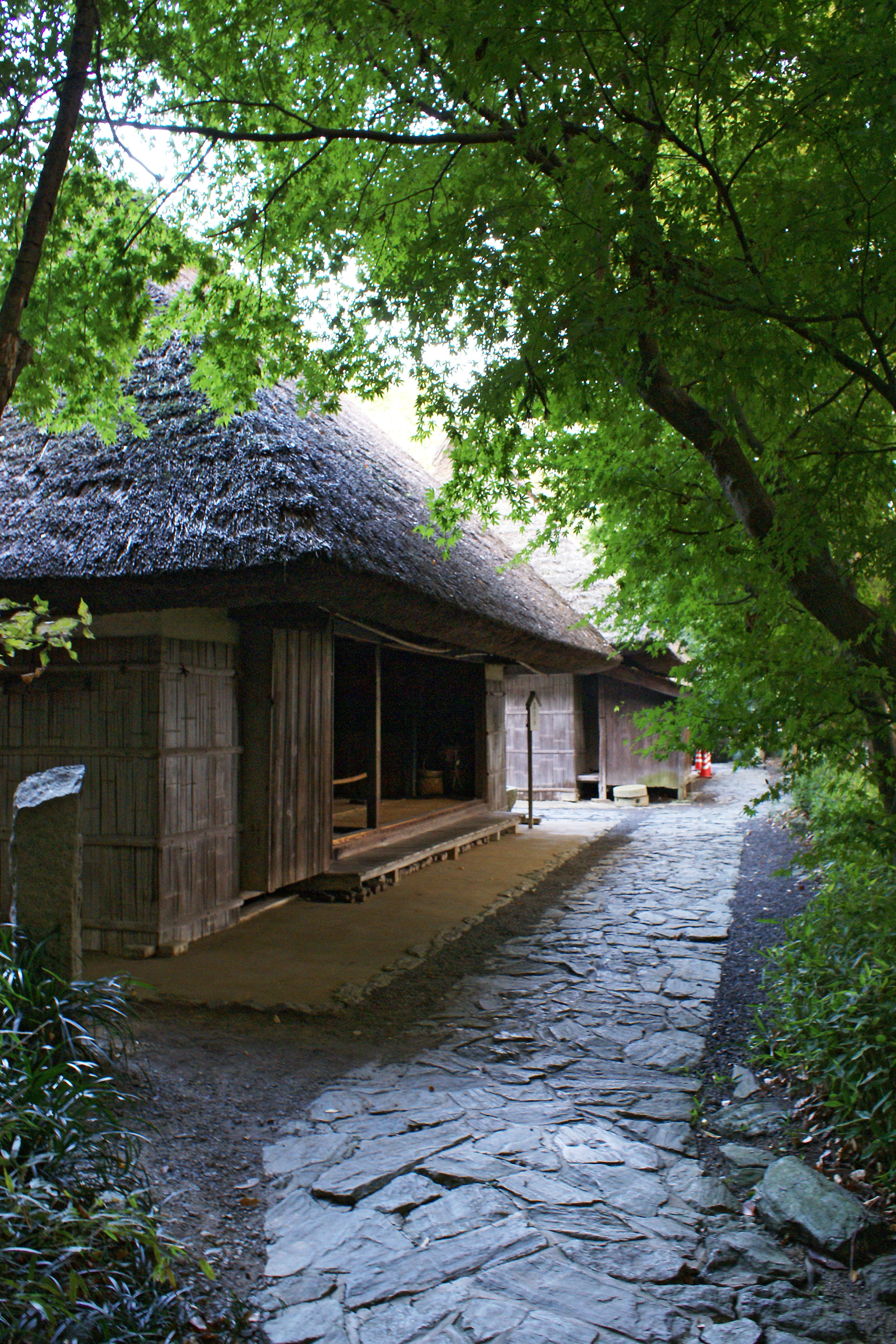
옛 나카이시 가문 주택
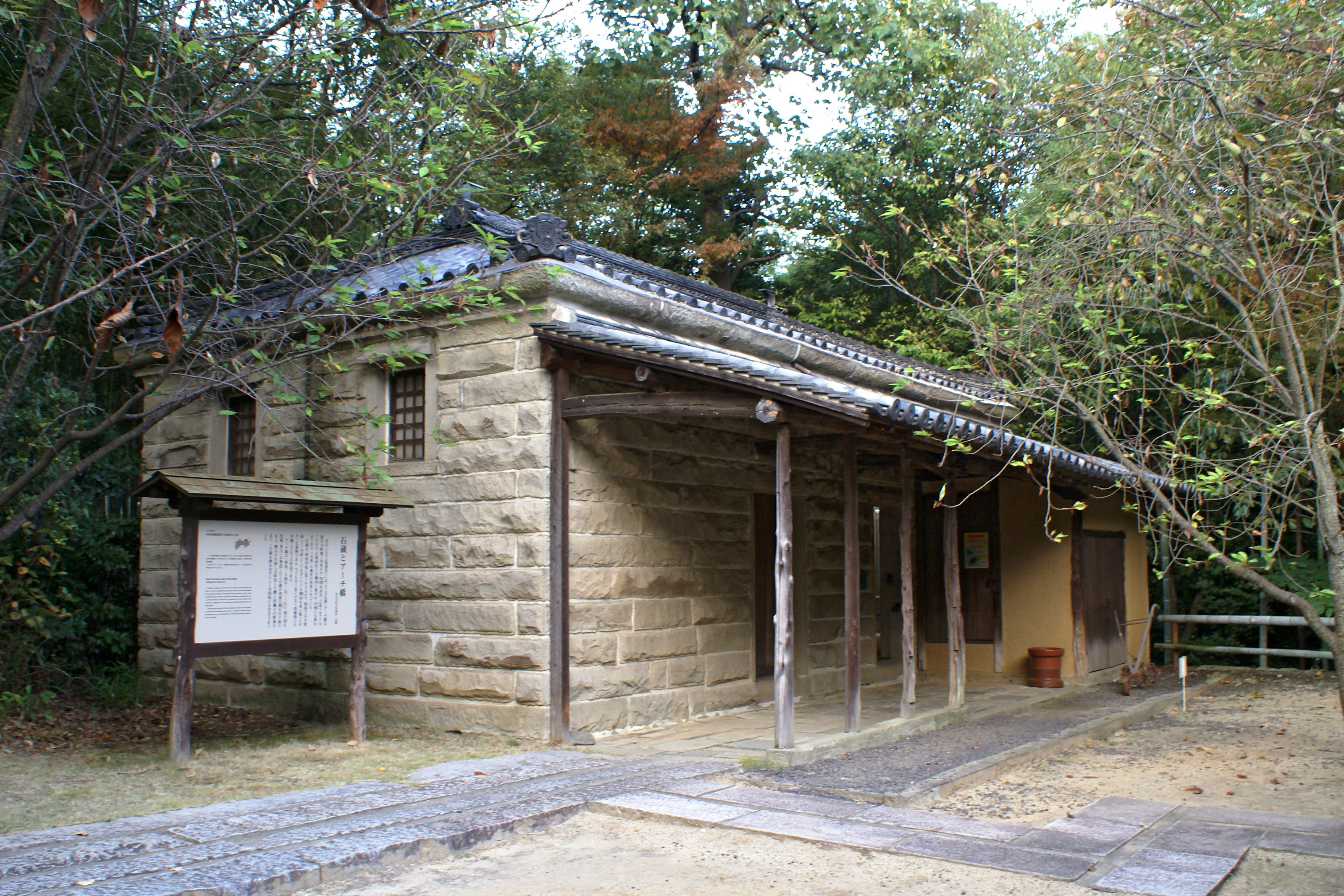
옛 후쿠이 가문 주택
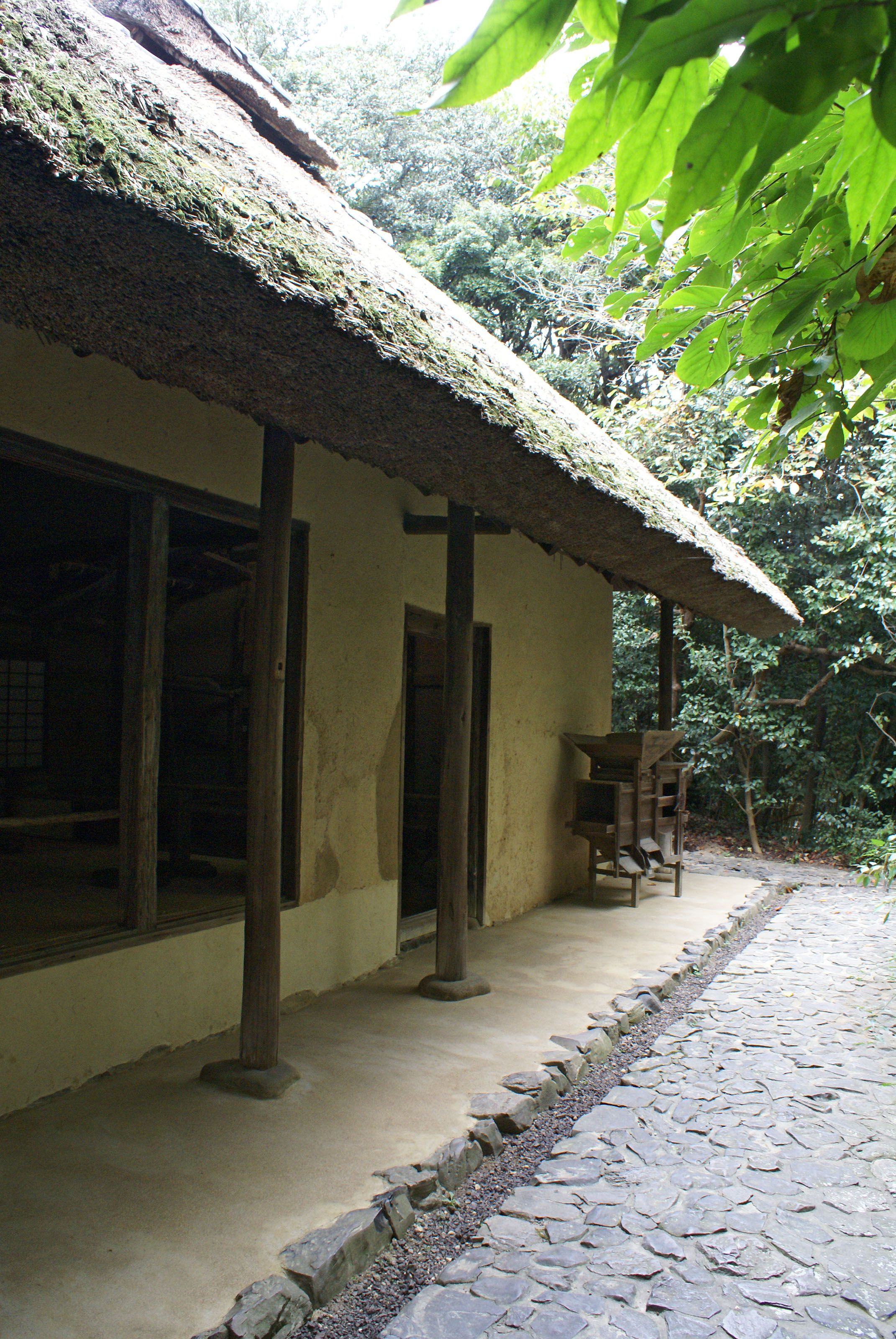
옛 야마시타 가문 주택
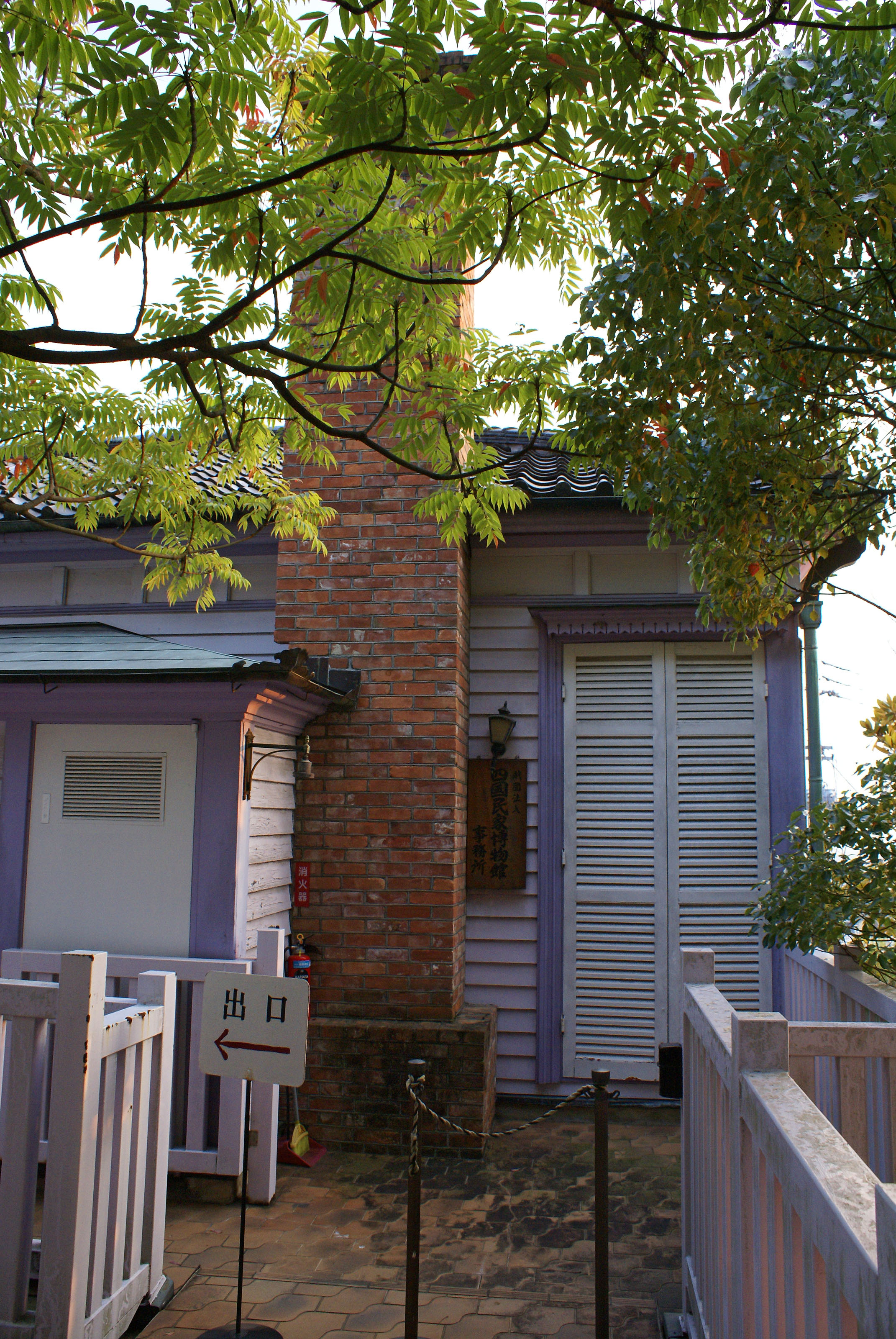
옛 와사·다운 주택

### 전통산업시설
- 사토시메 소옥 2채, 가마야(釜屋)[1] - 중요유형민속문화재
- 장유 창고 2채, 고지무로[2](麹室) - 중요유형민속문화제, 히키타의 야마모토 가문의 주택의 시설을 이축.
- 고조무시 소옥[3]
- 도사의 고조무시 소옥 - 등록유형문화재, 1925년대 완공, 건축면적 25m2, 1976년 이축.

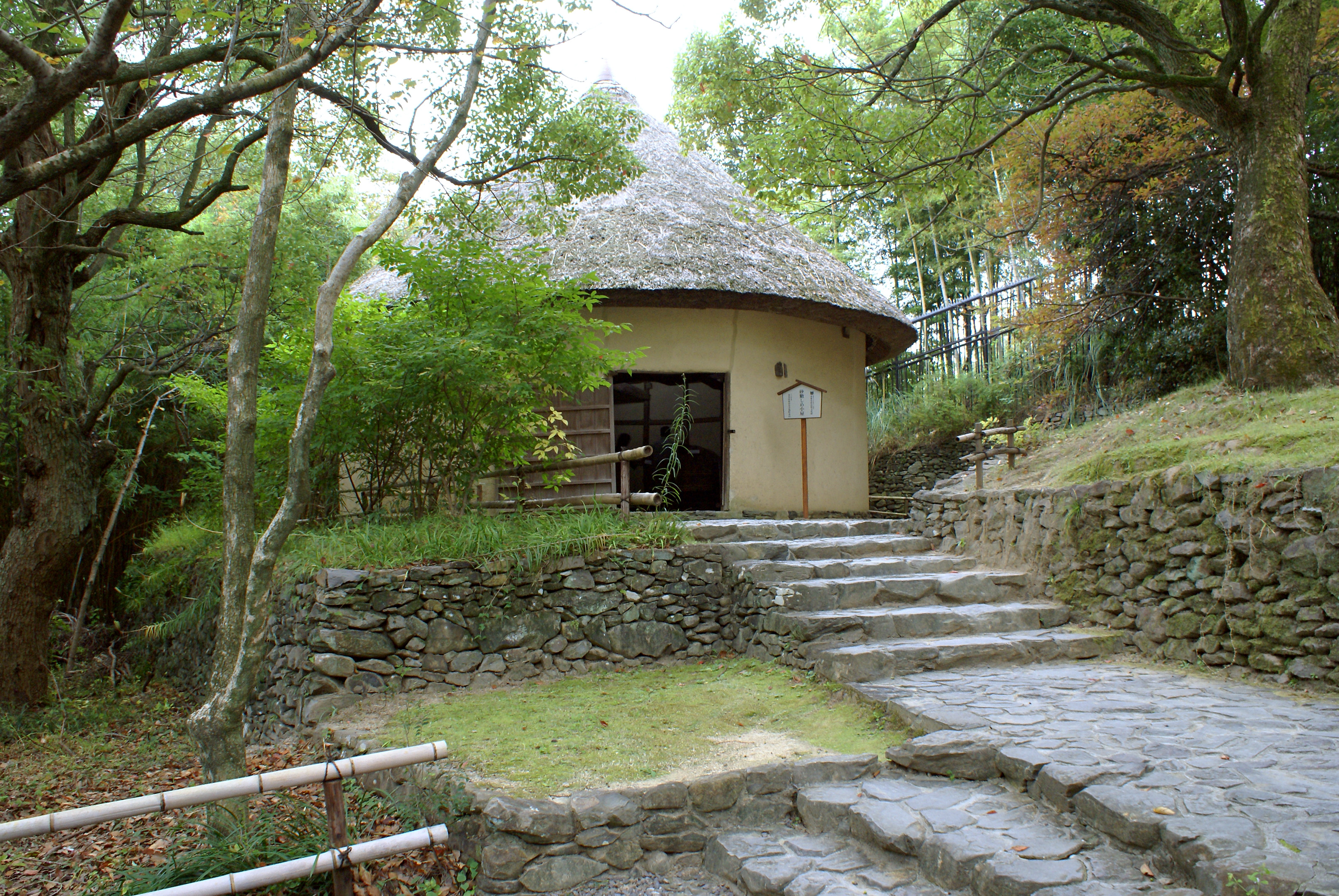
사토시메 소옥
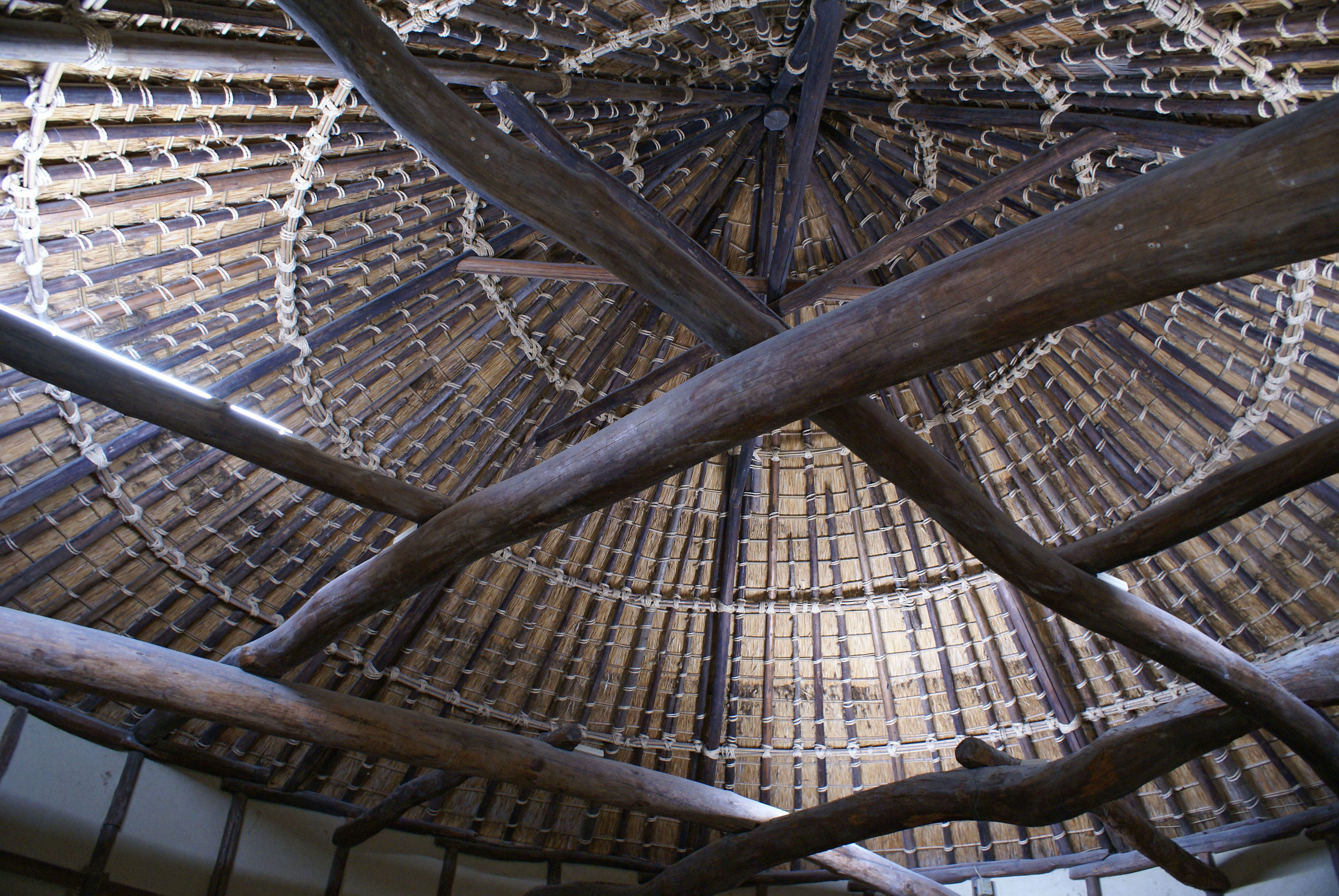
사토시메 소옥의 천정
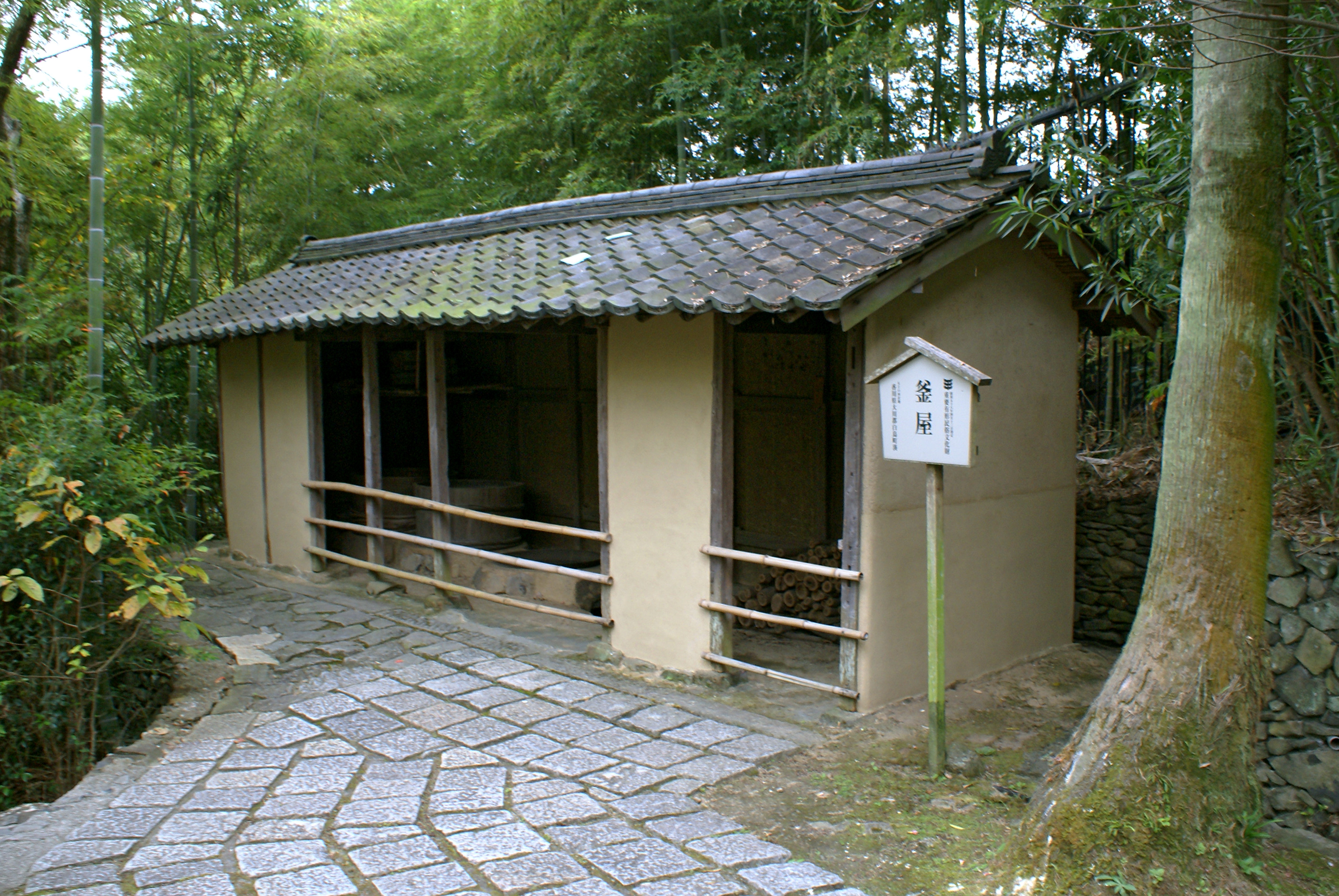
가마야

### 마을 공동시설 및 번의 시설
- 쇼도섬 농촌 가부키 무대 - 다카마쓰 시 지정문화재
- 쇼도섬 기타우라 촌의 창고 - 등록유형문화재, 1915년 완공, 건축면적 5.3m2, 1997년 이축.
- 옛 마루가메번의 창고 - 가가와 현 지정문화재
- 옛 마루가메 번의 셋코 반쇼 - 가가와 현 지정문화재
- 도사 미사키의 의창 - 등록유형문화재, 1819년 완공, 건축면적 75m2, 1996년 이축.
- 난요 다실 - 다카마쓰 시 지정문화재
- 이시후네의 아치교 - 등록유형문화재, 1901년 완공, 길이 4.6m 1982년 이축.

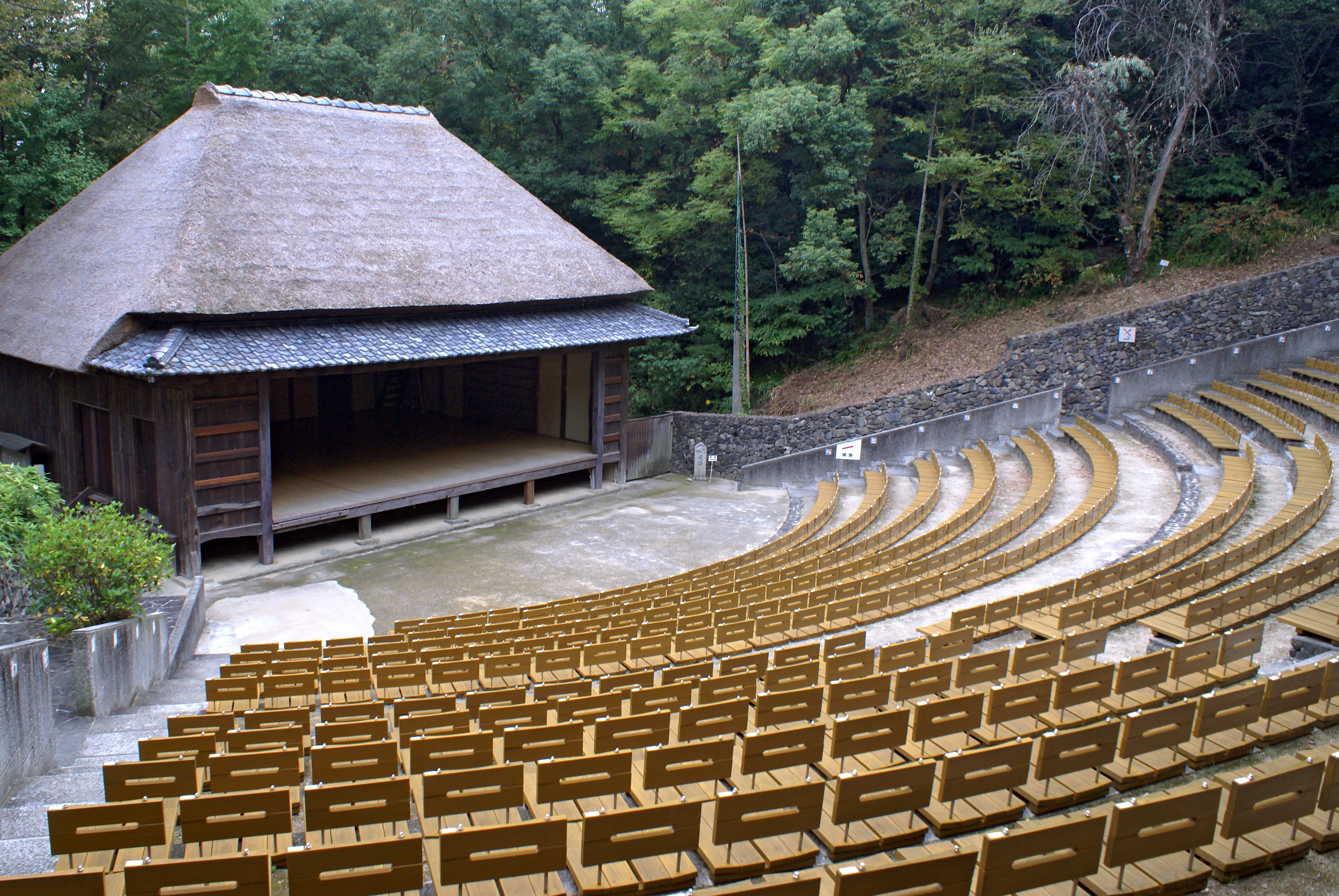
쇼도섬 농촌 가부키 무대
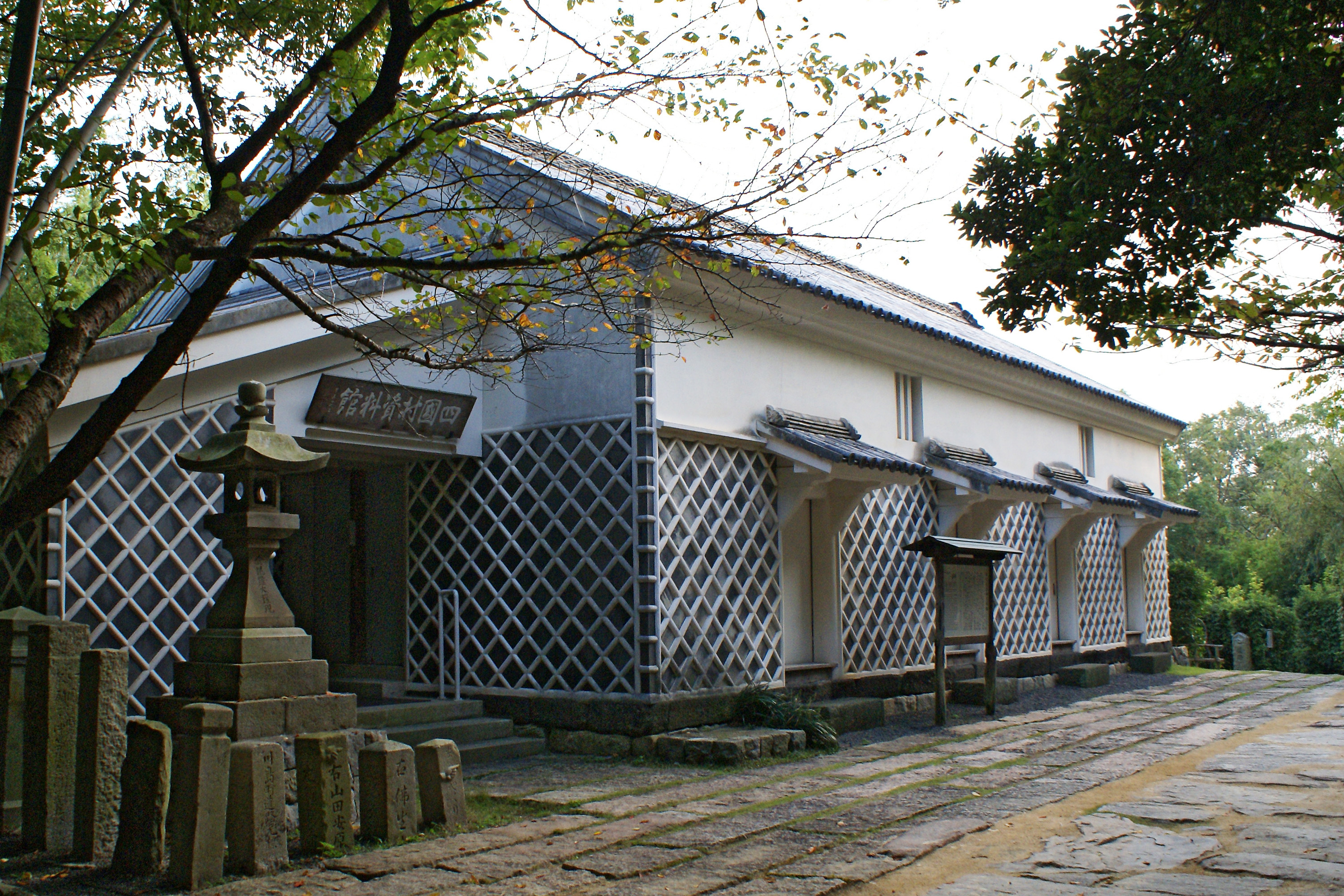
옛 마루가메 번 창고
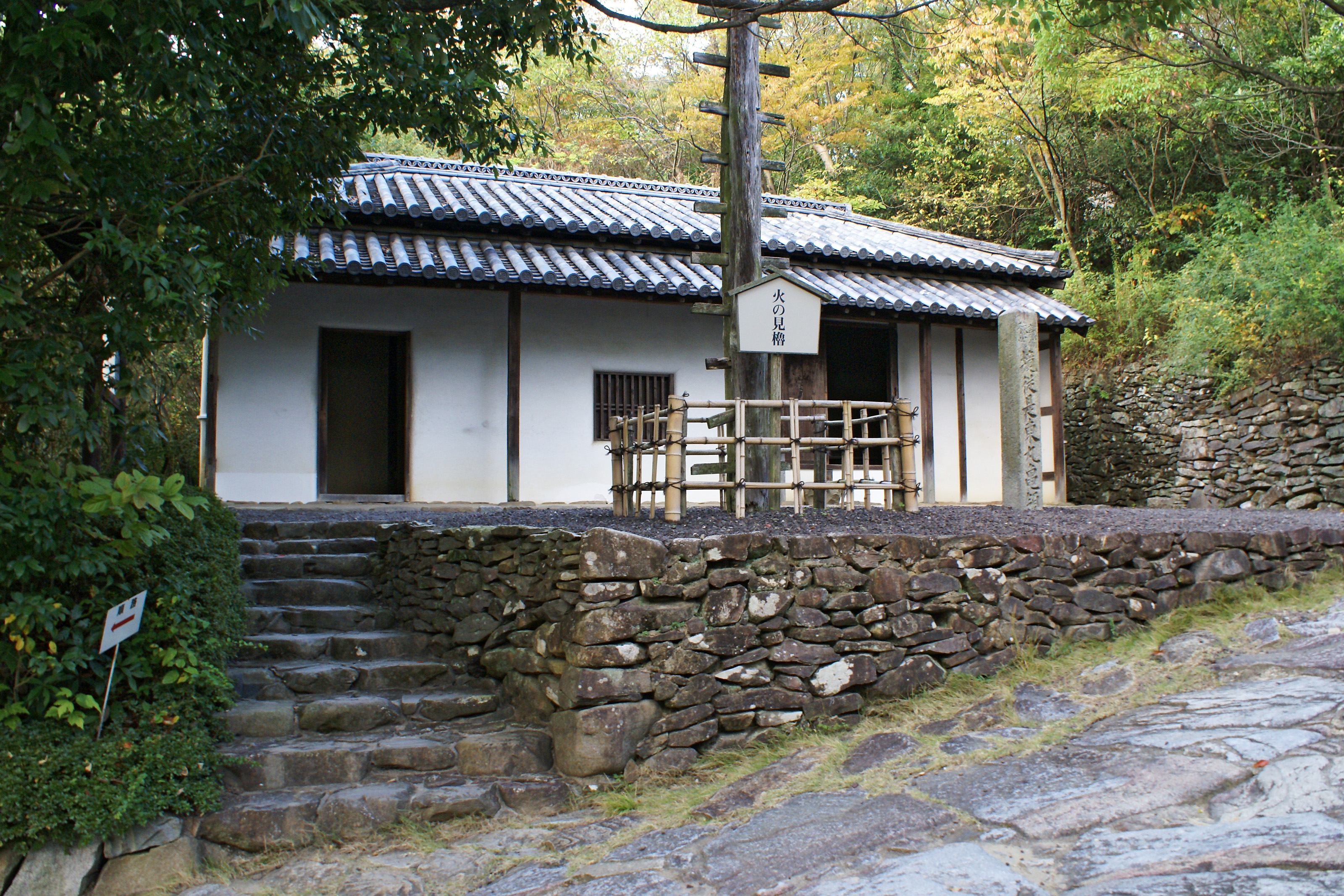
옛 마루가메 번 셋코 반쇼
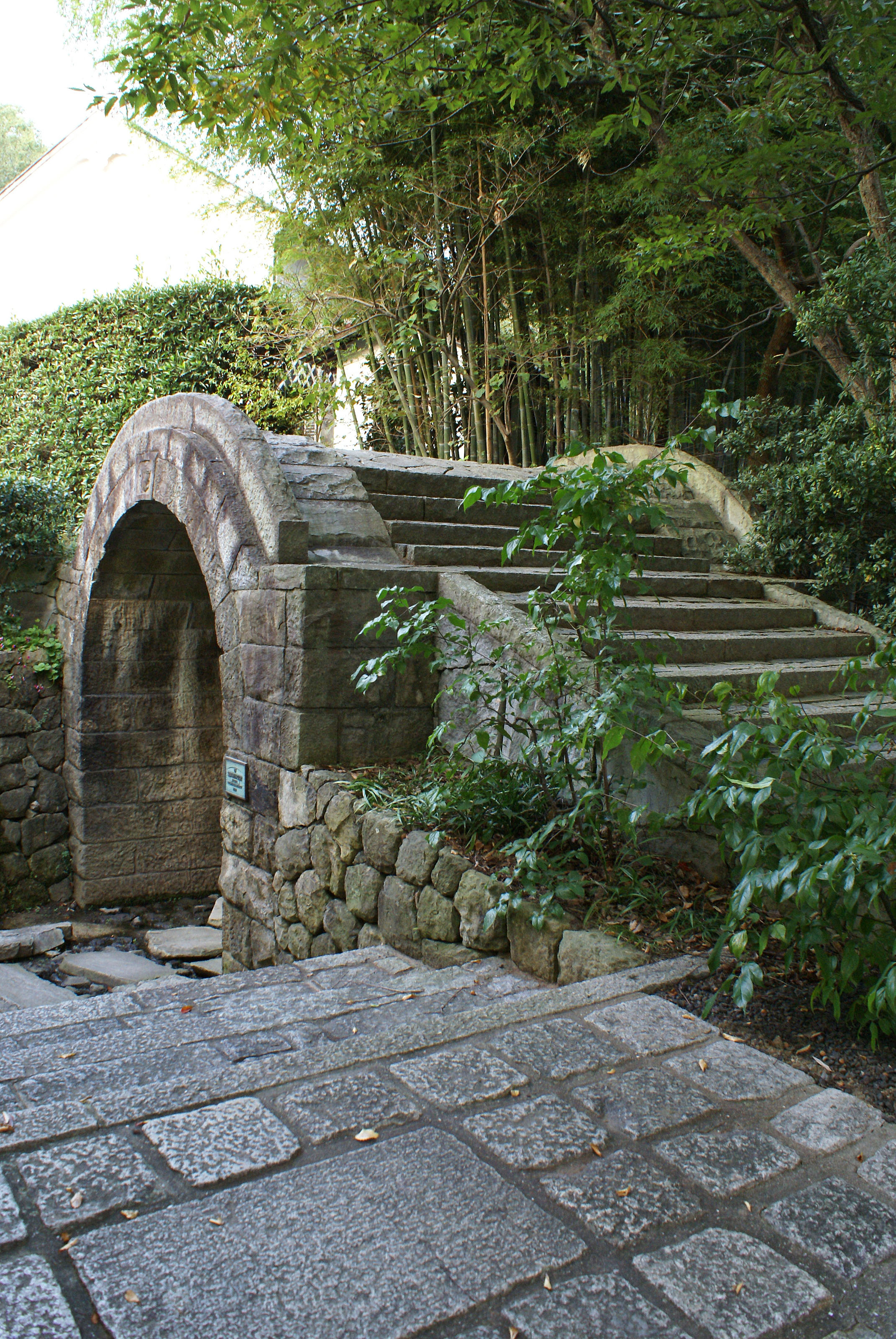
이시후네의 아치교

### 등대
- 옛 오구노 섬 등대
- 에사키 등대의 퇴식소 - 등록유형문화재, 1871년 완공, 설계 리차드 헨리 브런턴, 건축면적 113.00m2, 효고현 아와지시에서 1998년 이축.
- 나베시마 등대의 퇴식소 - 등록유형문화재, 1873년 완공, 설계 리차드 헨리 브런턴, 건축면적 156m2, 가가와현 사카이데시에서 1998년 이축.
- 구다코 섬 등대의 퇴식소 - 등록유형문화재, 1903년 완공, 건축면적 107m2, 에히메현 마쓰야마시에서 1998년 이축.

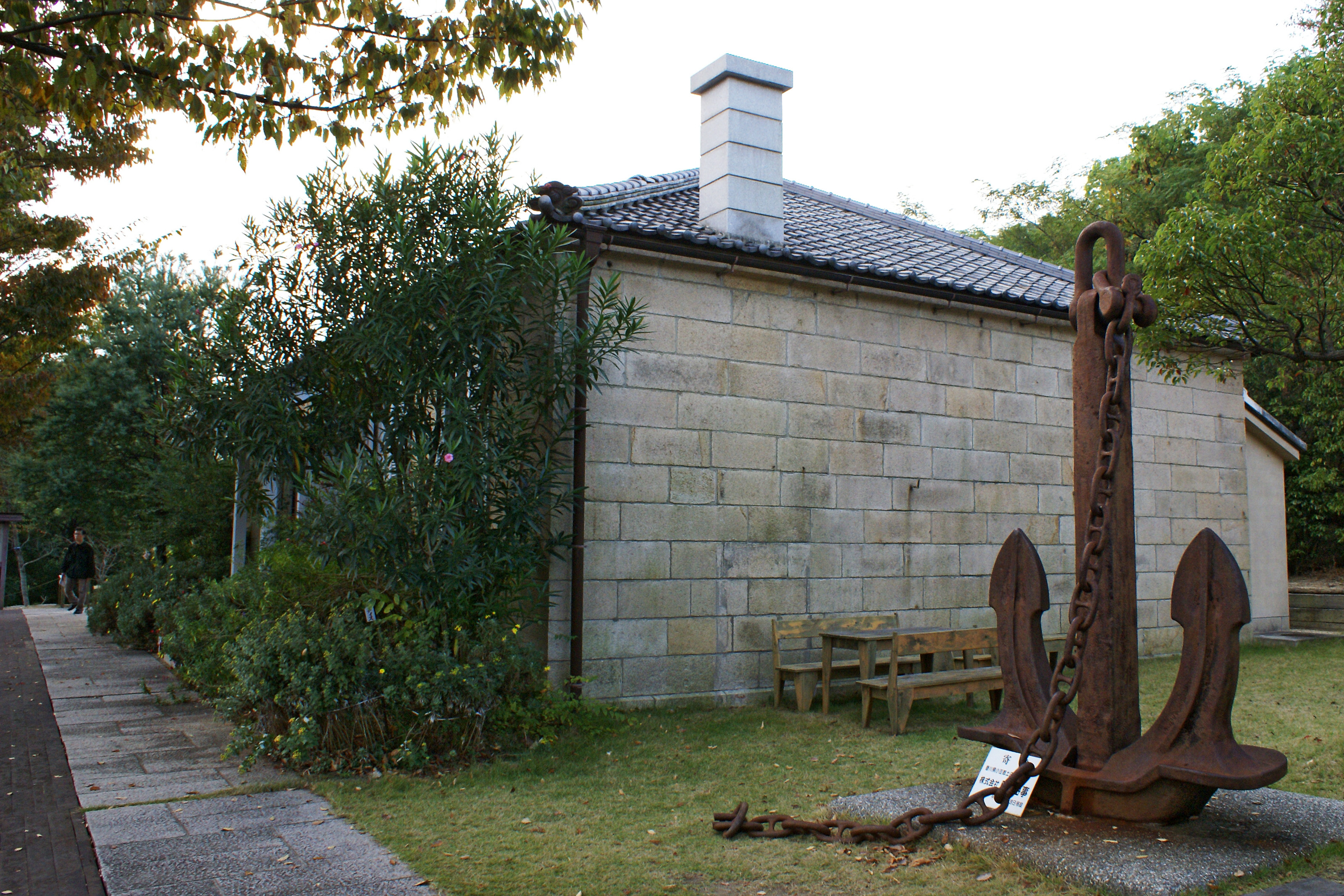
옛 에사키 등대의 퇴식소
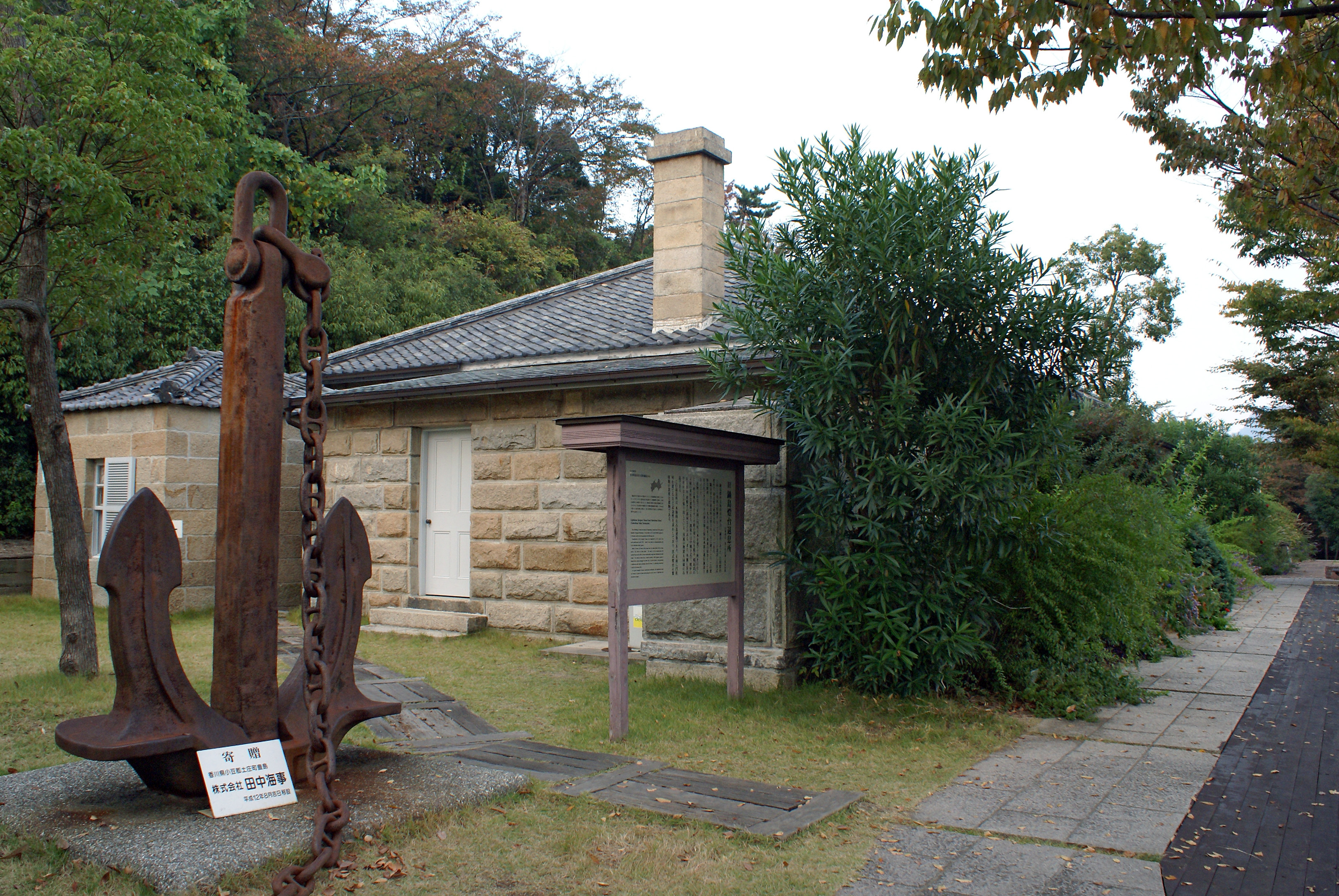
옛 나베시마 등대의 퇴식소
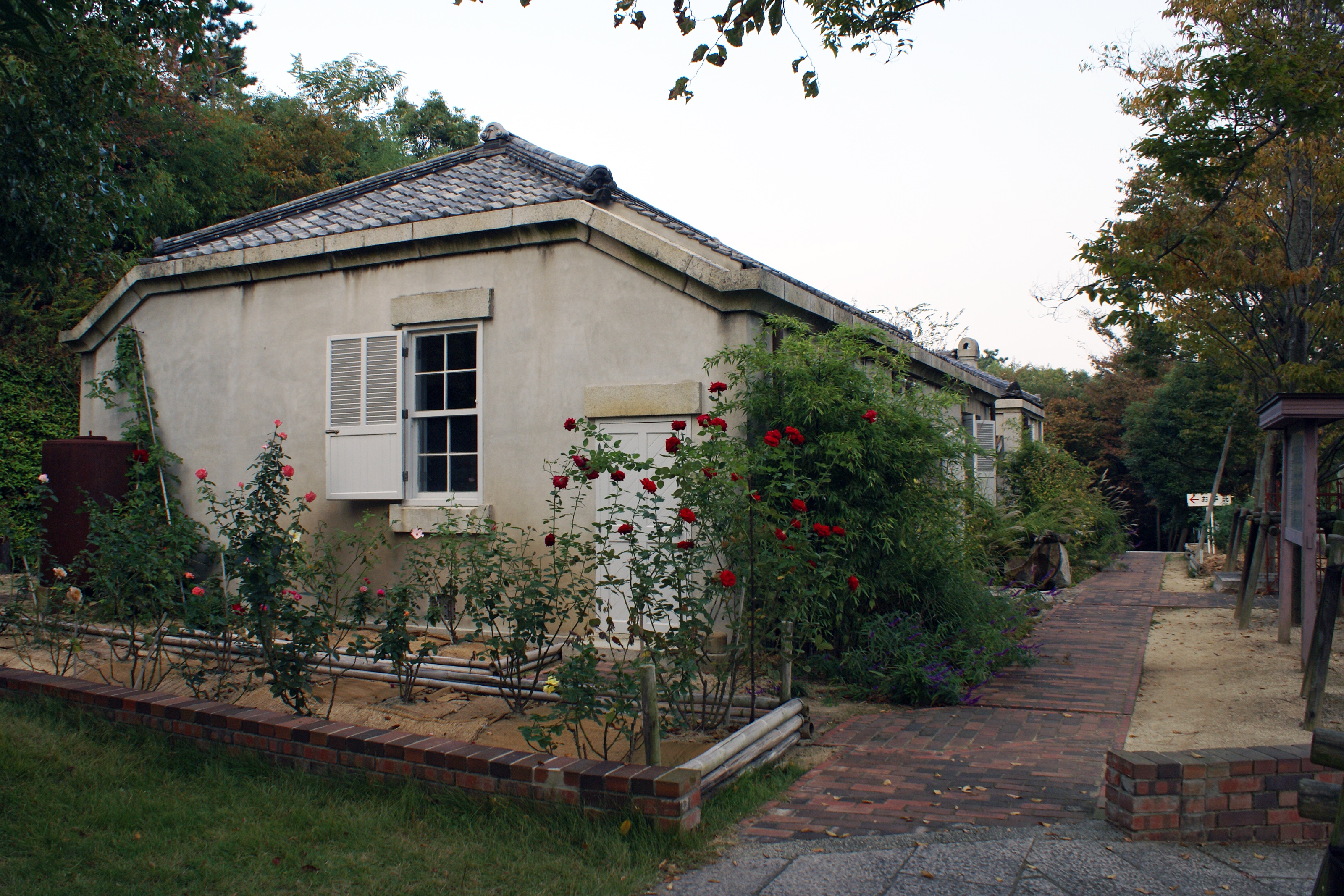
옛 구다코 섬 등대의 퇴식소 본동
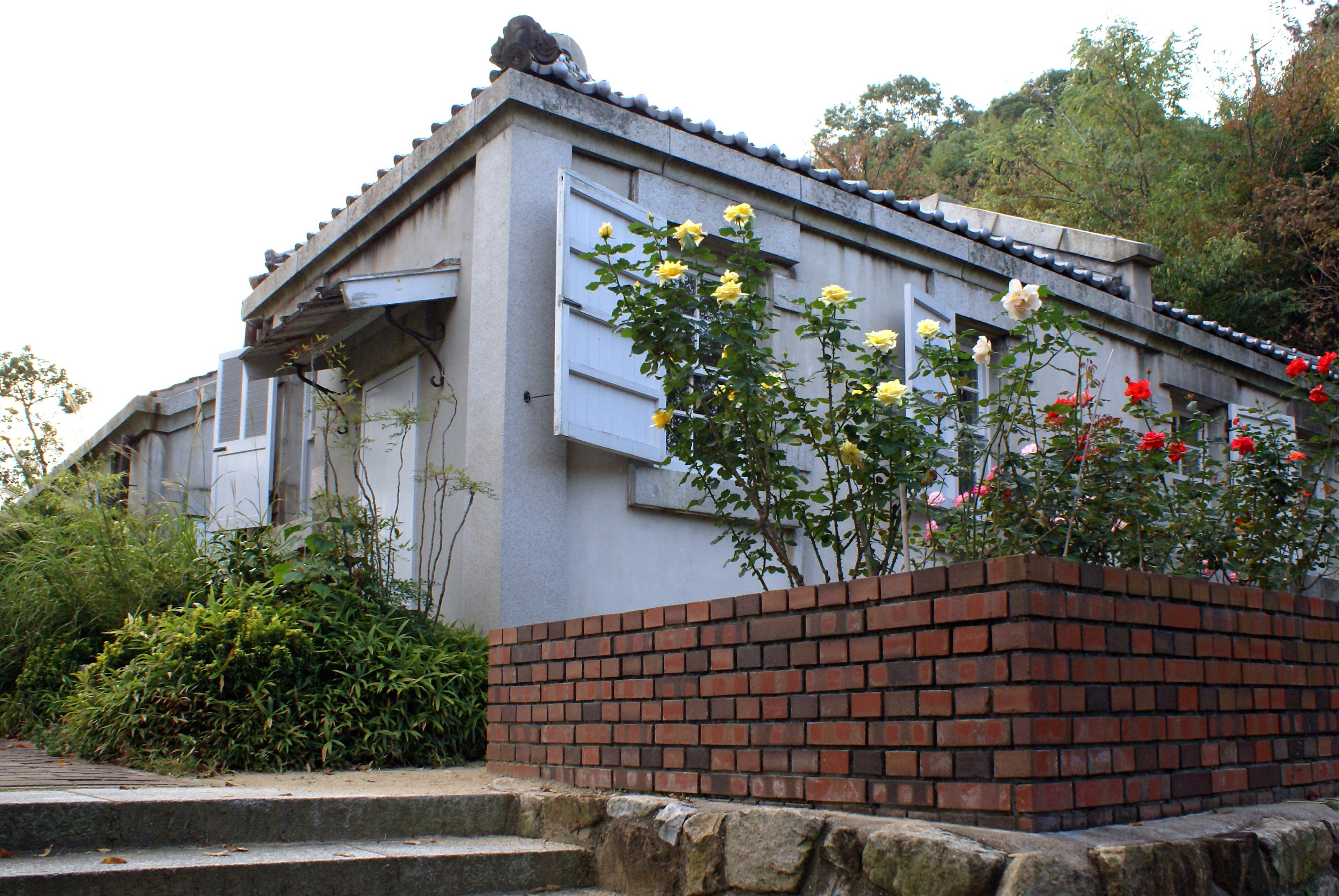
옛 구다코 섬 등대의 퇴식소 별동

### 그 외의 시설
- 시코쿠무라 갤러리 - 안도 다다오 설계
- 가즈라 다리
- 시미가 폭포
- 와라야(わら家) - 시코쿠무라에 인접한 우동점.

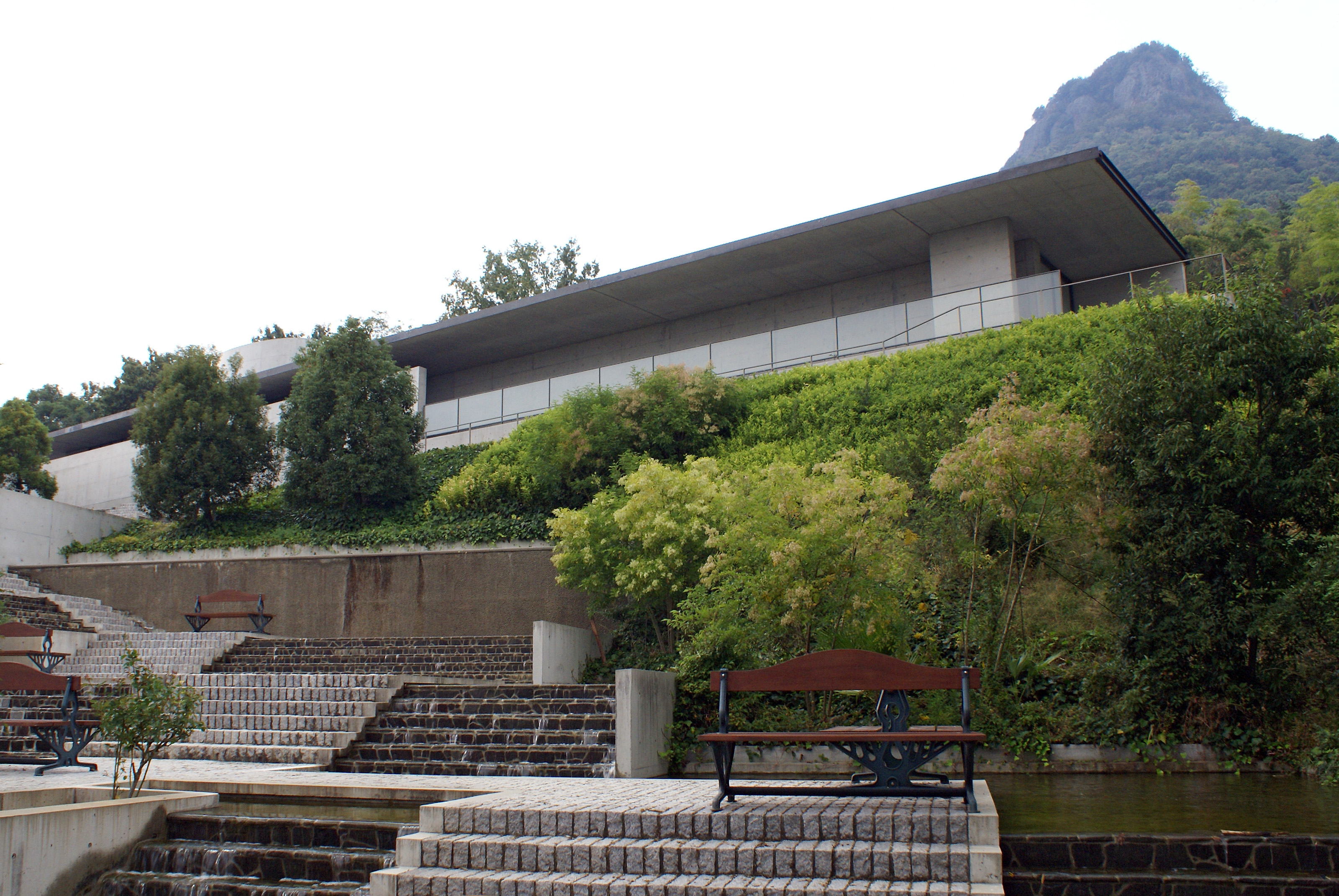
시코쿠무라 갤러리
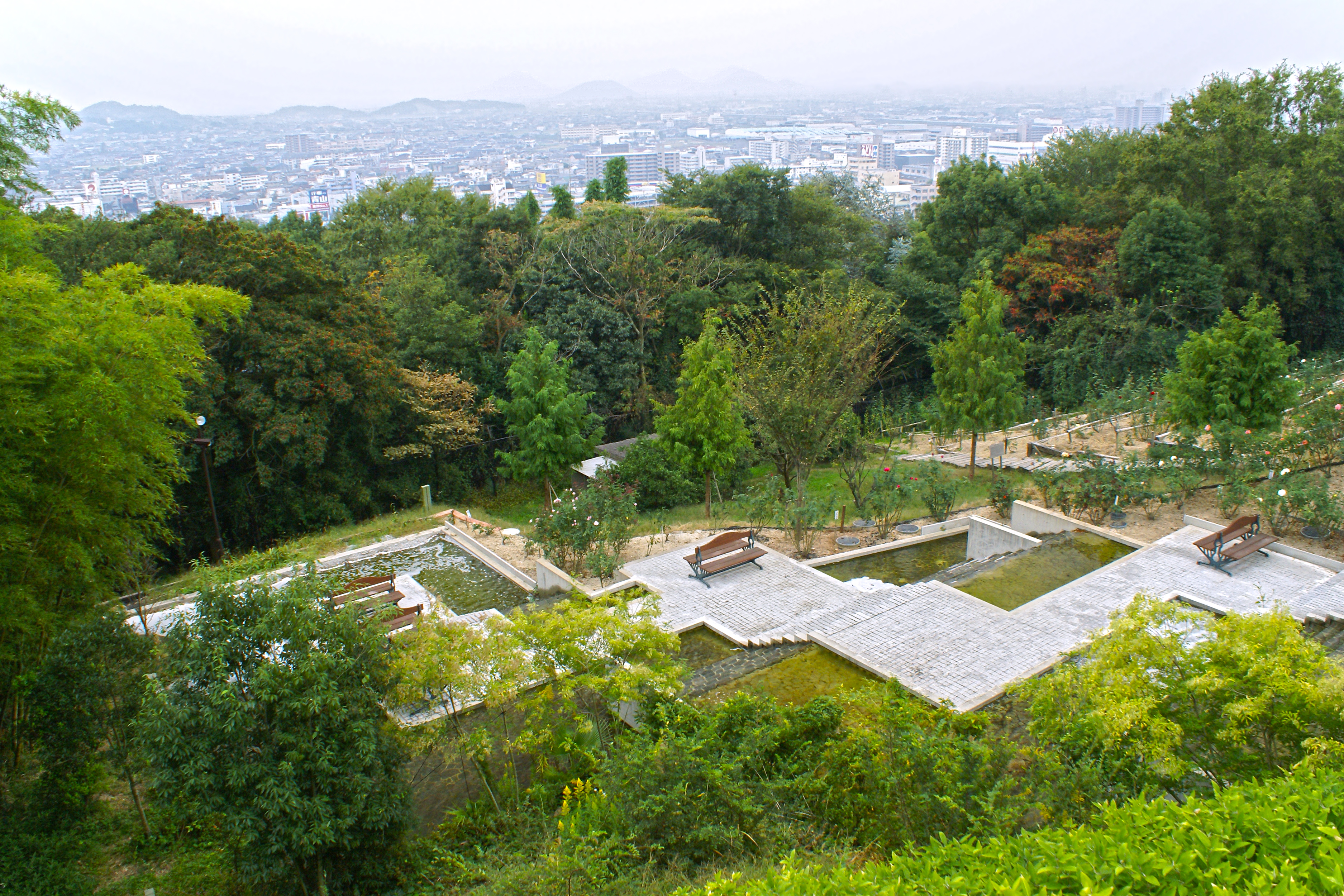
시코쿠무라 갤러리에서 본 정원과 다카마쓰 시내
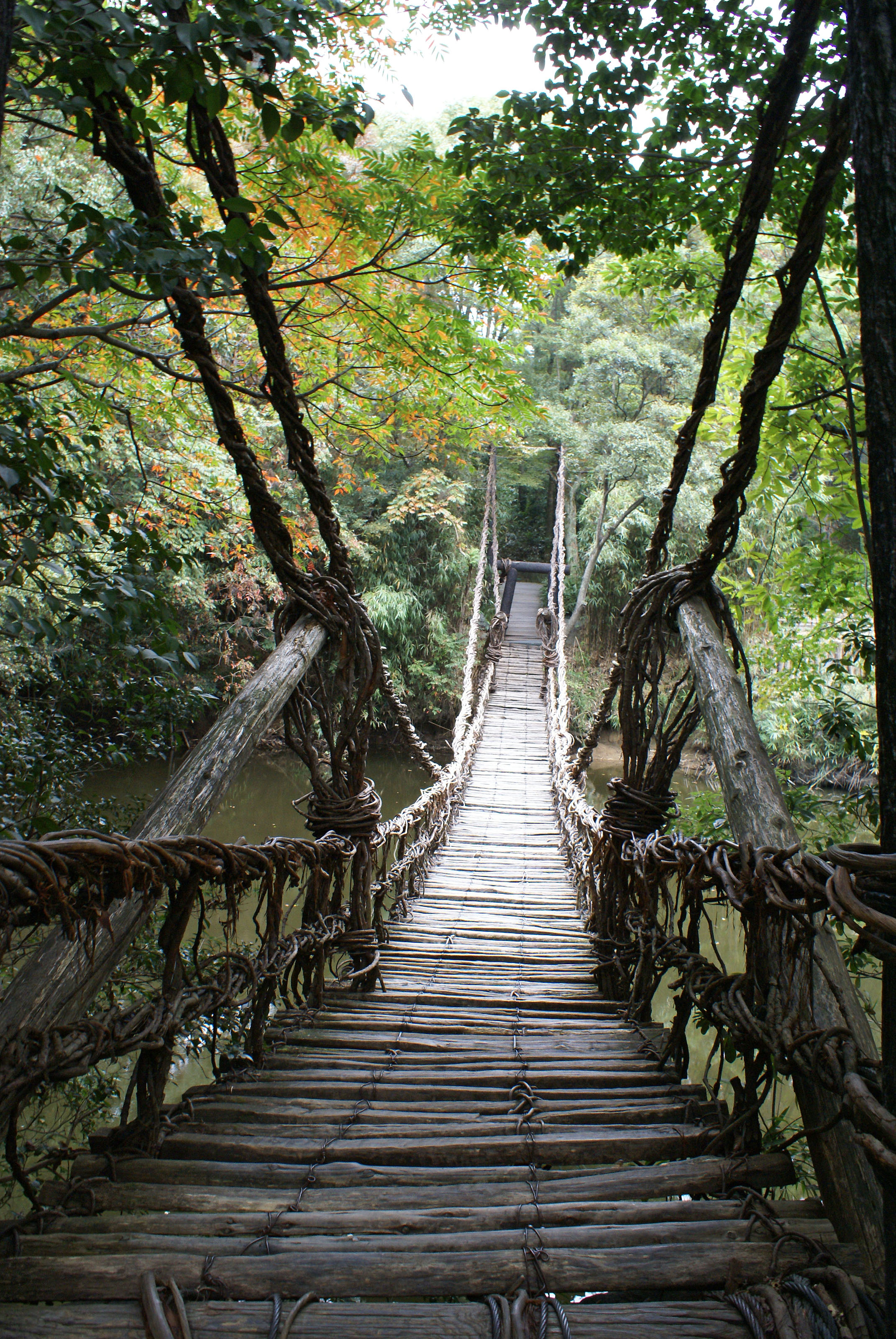
가즈라 다리
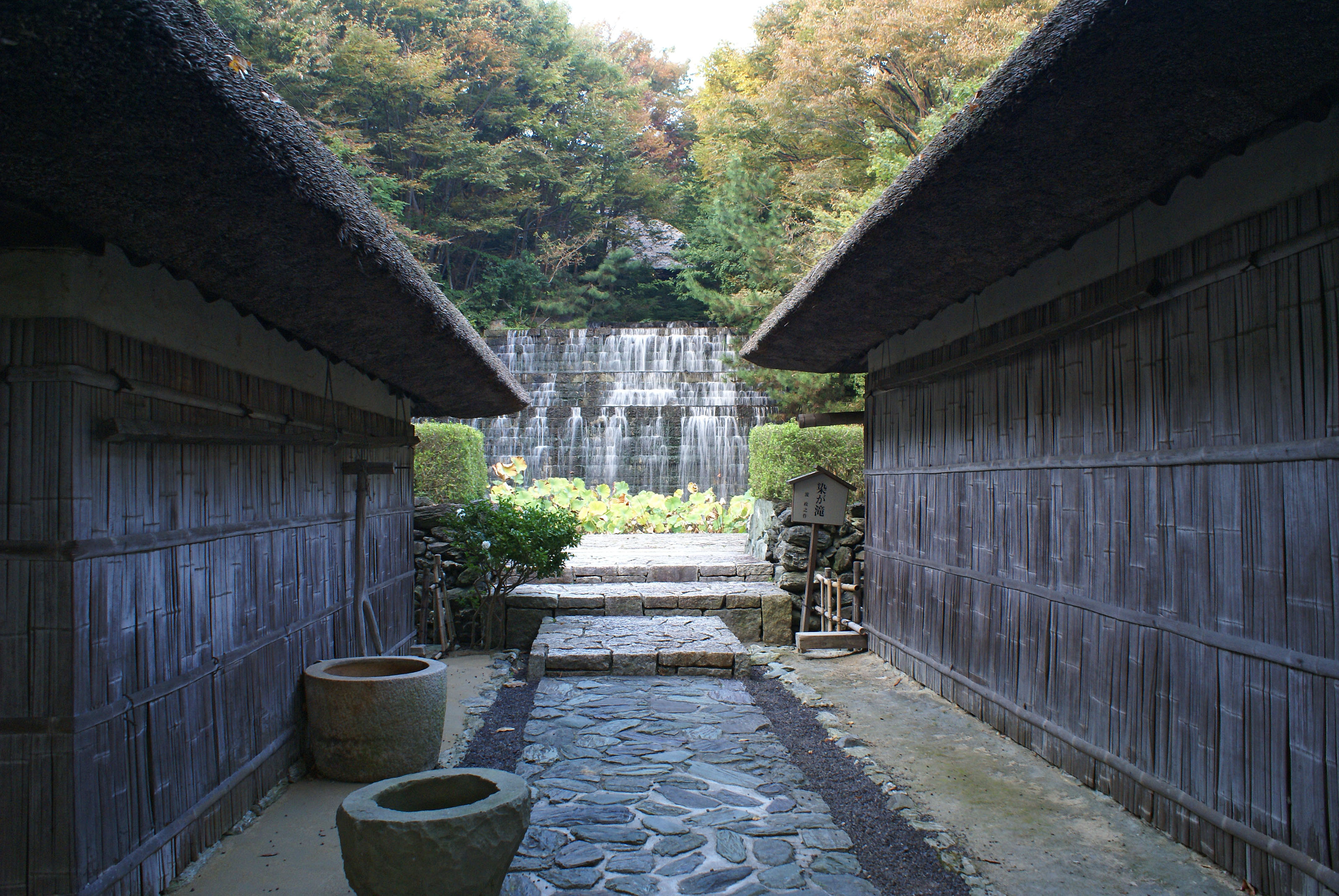
옛 나카이시 가문의 주택과 시미가 폭포

## 관광
교통
- 야시마 역(시코쿠 여객철도 고토쿠 선)에서 하차하여, 걸어서 10분.
- 고토덴 야시마 역(다카마쓰코토히라 전기 철도 시도 선)에서 하차하여, 걸어서 5분.

주변 문화시설 및 관광명소
- 선포트 다카마쓰
- 리쓰린 공원
- 다카마쓰성